# Body Shots
Singles de Kaci Battaglia
Crazy Possessive (en)
Pistes de Bring It On (en)
Crazy Possessive Tool
Body Shots est une chanson de la chanteuse pop américaine Kaci Battaglia qui figure en troisième position sur son deuxième album studio Bring It On (en) sorti en 2010. 
La chanson a été enregistrée avec le rappeur Ludacris en featuring.

## Vidéoclip
La vidéo a été postée sur la page YouTube officielle de Battaglia le 25 août 2010.
On y voit Kaci Battaglia devant un comptoir de bar simplifié, entourée de trois jeunes femmes qui dansent autour d'elle de manière suggestive. Ludacris y apparait également.
La vidéo, tournée dans des studios à New York et à Miami, est due à la réalisatrice européenne Stephanie Pistel. 

## Classement
| Classement (2010)    | Meilleure position |
| -------------------- | ------------------ |
| États-Unis (Hot 100) | 1                  |